# Lac Kaniere
Le lac Kaniere (en anglais : Lake Kaniere) est un lac glaciaire néo-zélandais situé dans la région de la Côte ouest sur l'île du Sud. Vivier de nourriture pour les Maoris, source d'eau pour la ruée vers l'or du XIXe siècle, le lac est aujourd'hui une destination de loisirs populaire. Il se trouve au centre de la réserve paysagère du lac Kaniere, qui s'étend sur 7 000 hectares.

## Géographie

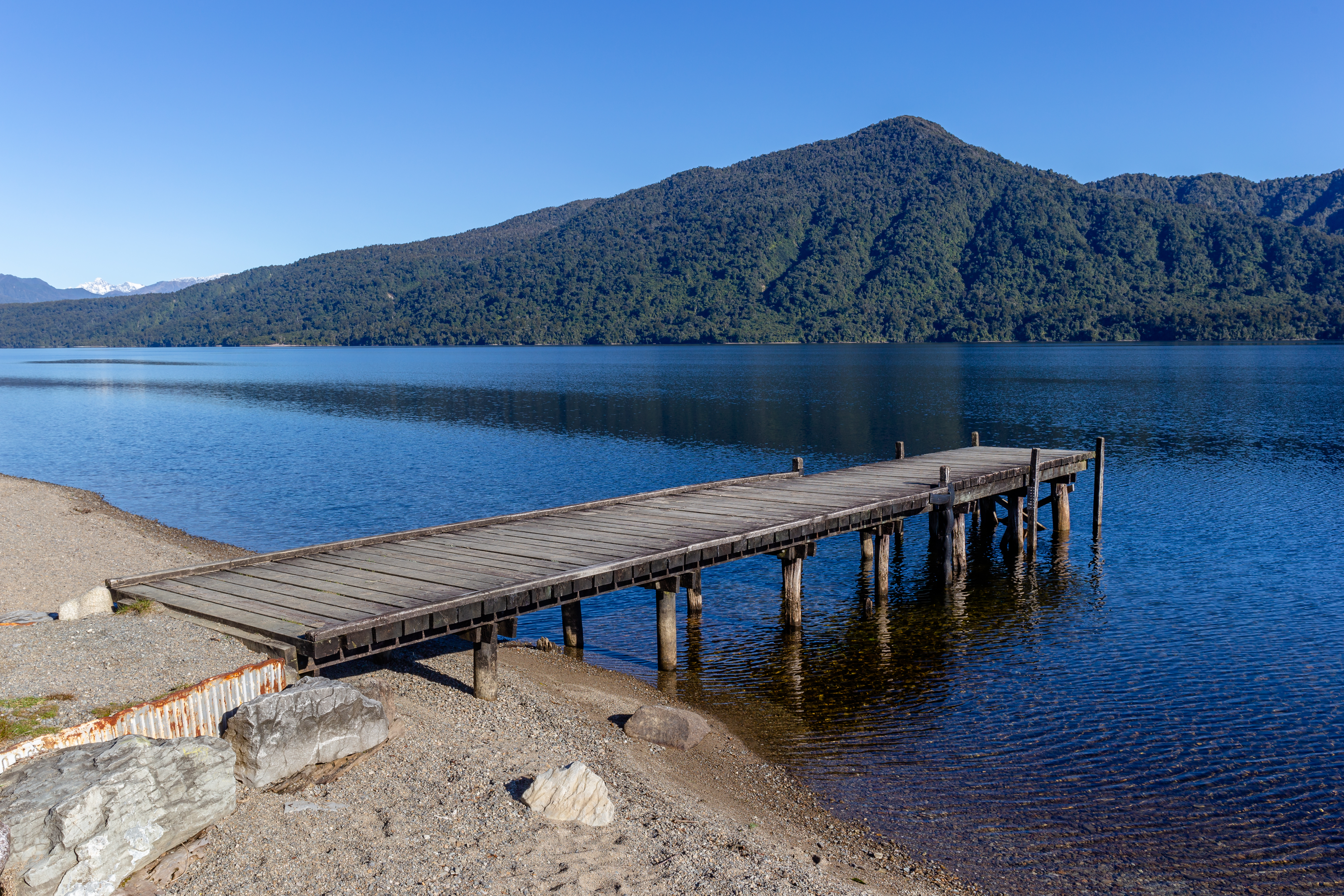
La jetée de Hans Bay sur le lac Kaniere.

Le lac Kaniere se trouve à 19 km au sud-est de Hokitika, dans le district de Westland en région de la Côte ouest sur l'île du Sud. Avec une superficie d'environ 15 km2, il s'agit du deuxième plus grand lac de la région après le lac Brunner. Il s'oriente dans un axe nord-sud, entre deux chaînes de montagnes. Le lac est long de 8 km, large de 2 km et a une profondeur maximale de 195 m.  Le mont Graham (829 m) et le mont Upright / Te Taumata o Uekanuku (524 m) s'élèvent sur la rive ouest du lac, tandis que le Tūhua (1 125 m)  s'élève à l'est.
La route depuis Hokitika rencontre la rive nord du lac à The Landing et se sépare. La route de Dorothy Falls s'étend le long de la côte est du lac en passant par Hans Bay et Dorothy Falls, et continue en direction de la Styx. L'autre route, à l'ouest, est moins longue et s'arrête à Sunny Bight. Elle se poursuit toutefois par un chemin de randonnée de quatre heures jusqu'à la route de Dorothy Falls. La plupart des maisons autour du lac sont des résidences secondaires. On trouve un camping géré par le ministère de la Conservation à Hans Bay.
Comme la plupart des lacs de la côte ouest, le lac Kaniere a été créé par l'action de glaciers durant la dernière période glaciaire, il y a environ 14 000 ans. Son eau s'évacue aujourd'hui vers le nord en direction de la mer de Tasman par la rivière Kaniere. Autrefois, le lac se déversait au sud dans le Styx. Cette sortie a toutefois été bouchée par un glissement de terrain, redirigeant l'eau vers le nord.

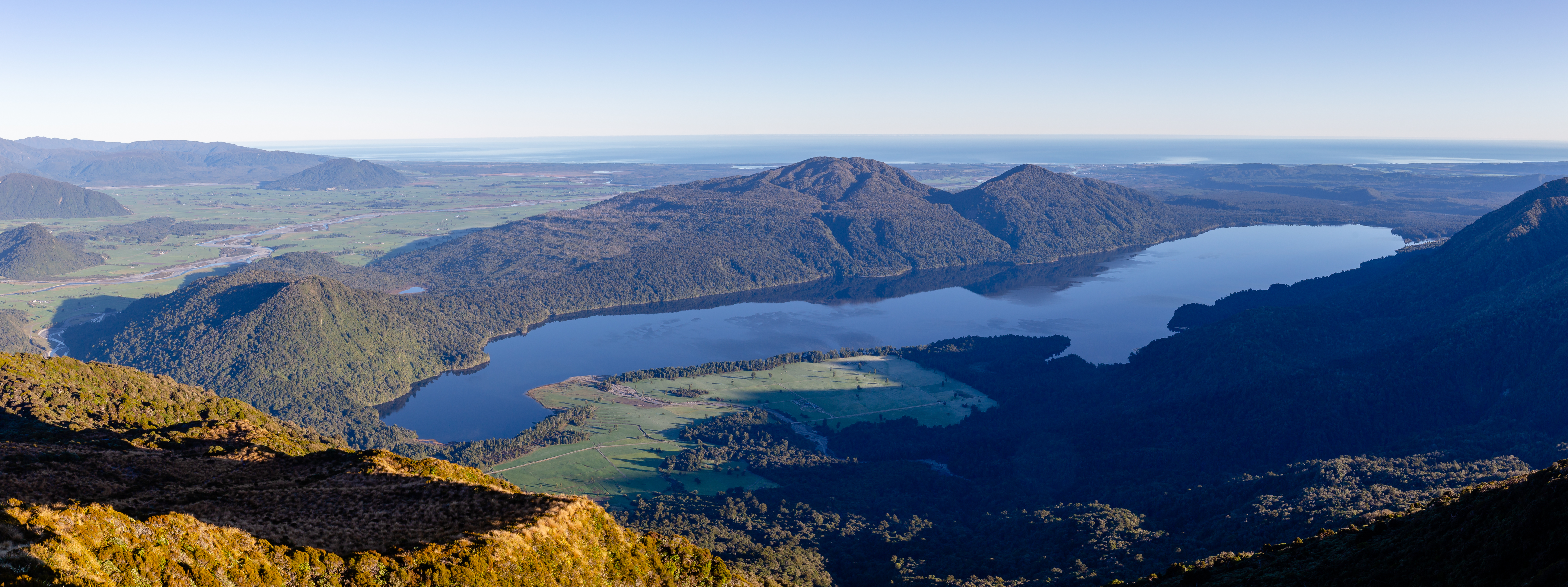
Vue du lac Kaniere depuis le mont Brown. À gauche, s'élève le mont Upright. Au centre, le mont Graham. Les pentes du Tūhua se dessinent à droite.

## Histoire

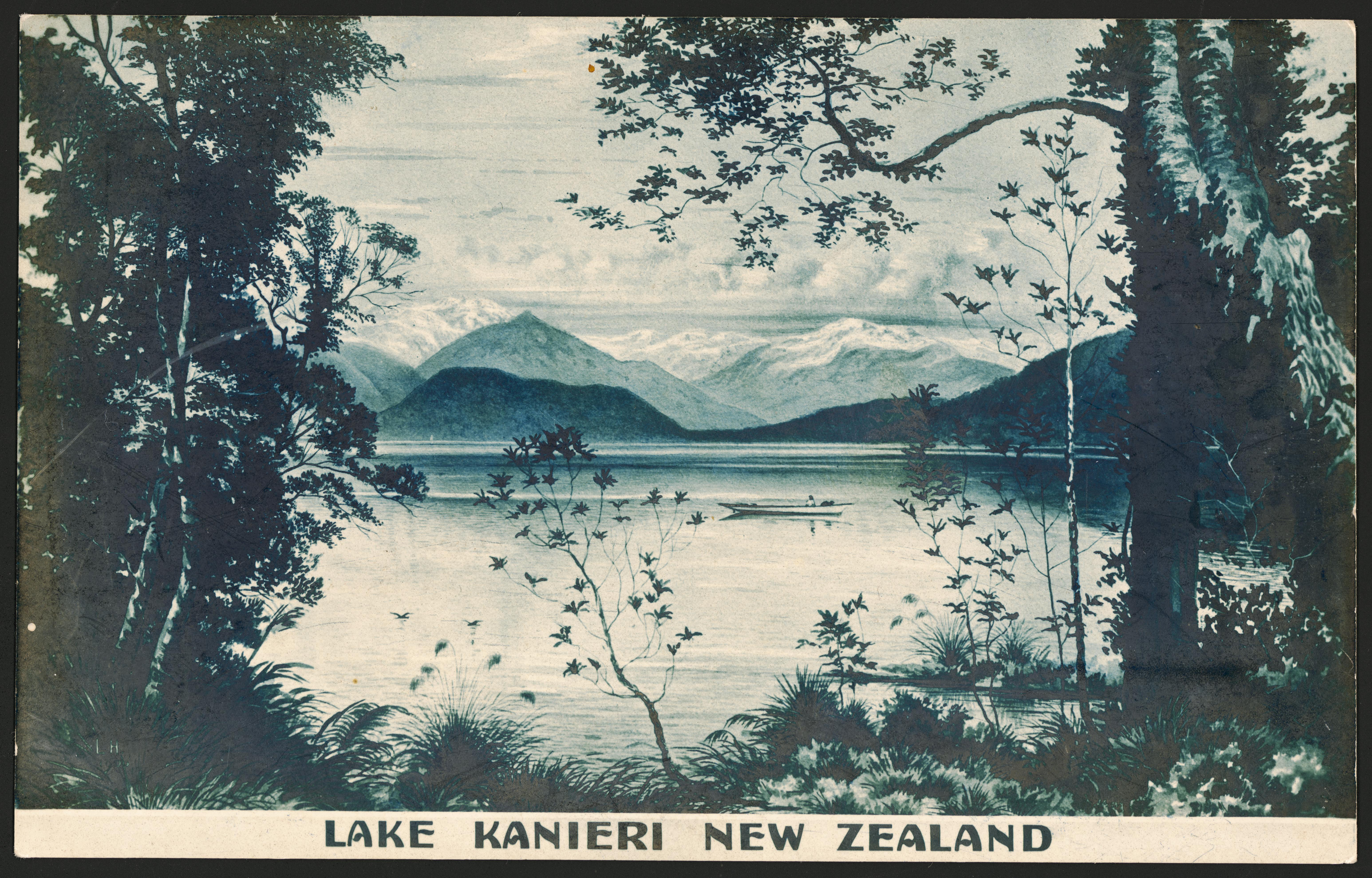
Une carte postale du lac Kaniere de 1910.

Avant l'arrivée des Européens, le lac Kaniere est un important vivier de nourriture (en maori de Nouvelle-Zélande : mahinga kai) pour les Maoris, qui consomment notamment ses anguilles et ses wekas.
Vers 1865, la région connaît une ruée vers l'or. En 1875, des aqueducs sont construits pour apporter de l'eau du lac vers les mines d'or de la région. Le réseau est racheté par une compagnie minière de Ross en 1907. Deux ans plus tard, une petite station hydroélectrique est construite sur la rivière Kaniere, pour 15 000 £, dans le but d'alimenter les mines d'or de Ross à l'aide de ce réseau. L'eau est prise près d'un barrage au nord du lac et traverse 9 km de canaux et tunnels jusqu'à une double centrale électrique capable de générer 520 kW ; l'un de ces canaux en bois (Johnson's Flume) s'effondre en 1973 et est remplacé par des ouvrages en terre. La centrale de Kaniere Forks approvisionne par la suite d'autres sites aurifères, notamment à Rimu. Après 1931, elle ne produit de l'électricité que pour la ville d'Hokitika. En 2020, elle génère 3,75 GWh pour cette ville,. Un sentier de randonnée de trois heures et demie suit le cours de l'eau ; il fait partie de la West Coast Wilderness Trail (en).
Considéré comme l'un des plus beaux lacs du pays, le lac Kaniere est aujourd'hui une destination de loisirs populaire, offrant des possibilités pour camper, pique-niquer, randonner, pratiquer le jetski ou le ski nautique,. Il est également connu pour être un lieu de nage pour naturistes. Si la Nouvelle-Zélande ne compte aucune plage naturiste officielle, la nudité est autorisée sur toute plage où la pratique est attestée.

## Faune et flore

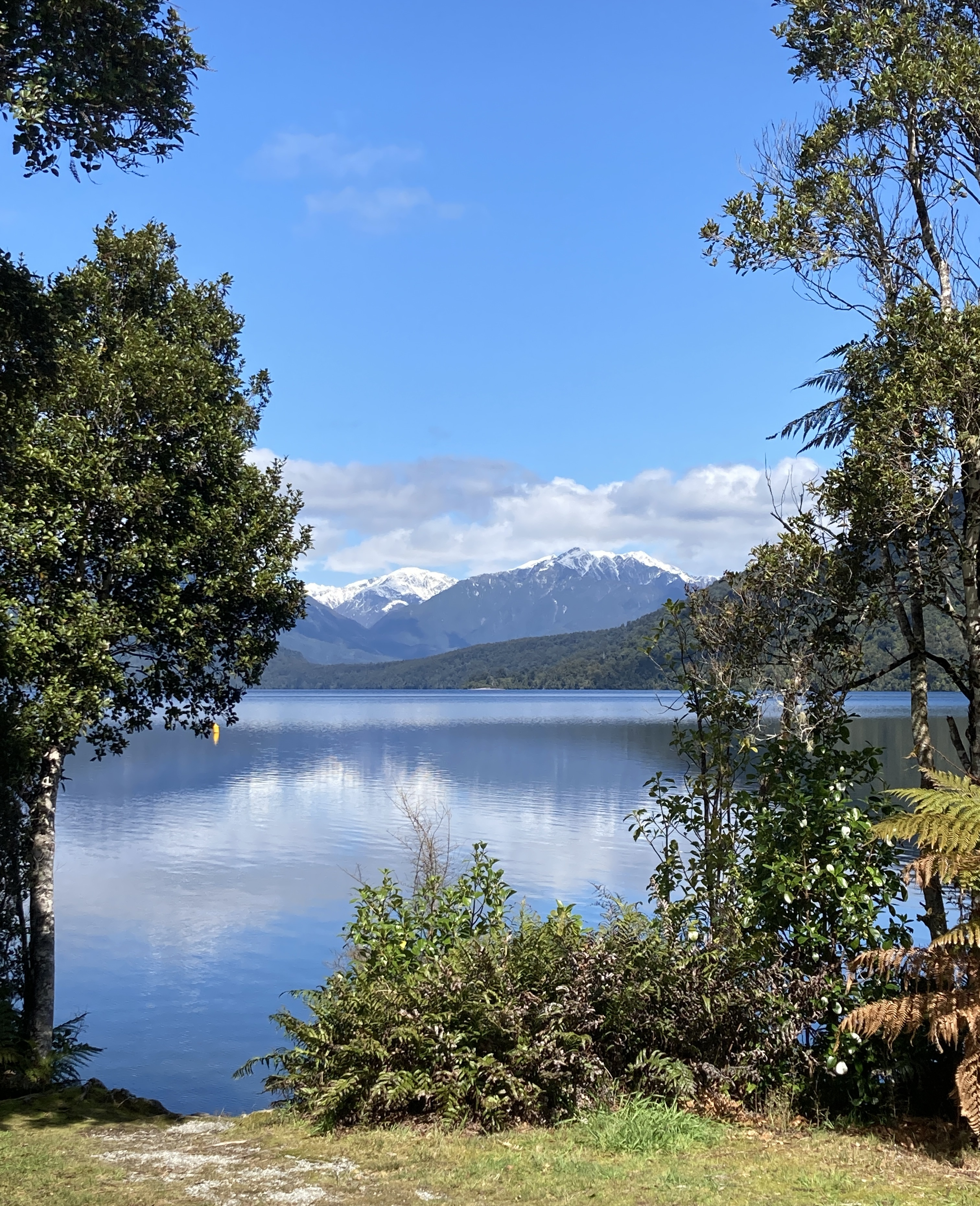
Vue du lac Kaniere et de sa végétation à The Landing.

Les rivières se déversant dans le lac Kaniere accueillent plusieurs espèces de poissons endémiques : l'anguille de Nouvelle-Zélande, le kōkopu à bandes (en), le kōkopu géant et le toitoi (en). Par le passé, le lac a été rempli de poissons originaires d'Europe. Il contient principalement des perches communes et des truites,.
De nombreuses espèces d'oiseaux peuvent être aperçues sur et autour du lac comme le cormoran pie, le grand cormoran, le fuligule de Nouvelle-Zélande, le pukeko, le tadorne de paradis et, plus rarement, le canard à sourcils. On trouve plusieurs hyménolaimes bleus au sud du lac, sur la Styx. Dans les forêts alentour, habitent le grimpereau brun, la ninoxe boubouk, la perruche à tête d'or, le pipipi, le xénique grimpeur et parfois le nestor kéa. Les premiers Maoris à s'implanter autour du lac y trouvèrent de nombreux kakapos.
Le lac appartient à la réserve paysagère du lac Kaniere, qui s'étend sur 7 000 hectares. Les paysages de la réserve sont largement composés de rimu mature. Sur les terrasses, les forêts de rimu contiennent Metrosideros umbellata et Libocedrus bidwillii (en). Sur les pentes, Rhipogonum scandens, Freycinetia banksii (en) et Prumnopitys ferruginea (en) sont communs. Dans les zones plus marécageuses, on trouve également Manoao colensoi (en) et Dacrycarpus dacrydioides.